# فیکس و فوکسی (کانال تلویزیونی)
فیکس و فوکسی (به انگلیسی: Fix & Foxi) یک کانال تلویزیونی مخصوص سرگرمی کودکان هست که توسط شرکت سرگرمی Your Family Entertainment در آلمان تأسیس شده‌است. آرم دو روباه یعنی فیکس و فوکسی که از کمیک آلمانی می‌باشد در سراسر جهان استفاده شده‌است.